# مکسیم بورووتس
مکسیم بورووتس (اوکراینی: Максим Федорович Боровець؛ زادهٔ ۱۵ آوریل ۱۹۹۲) بازیکن فوتبال اهل اوکراین است.
از باشگاه‌هایی که در آن بازی کرده‌است می‌توان به باشگاه فوتبال تاوریا سیمفروپول، باشگاه فوتبال انوسیس نئون پارالیمنی، باشگاه فوتبال دینامو کی‌یف، و باشگاه فوتبال متالیست خارکوف اشاره کرد.
وی همچنین در تیم‌های ملی فوتبال Ukraine national under-16 football team و Ukraine national under-18 football team بازی کرده‌است.